# یارچووک
یارچووک (به لاتین: Jarczówek) یک روستا در لهستان است که در گمینا ستانگن واقع شده‌است.